# Primera 'A' 2006
La Primera A temporada de 2006 (oficialmente Torneo Primera A 2006) es el torneo de Segunda División de Panamá de este año, se inició el 8 de abril de 2006 y el 4 de octubre de 2006 se jugó la final en donde el Chepo Fútbol Club venció 2-1 al Club Deportivo Pan de Azúcar y fue ascendido a la ANAPROF, mientras que el CD Atalanta fue relegado a la Copa Rommel Fernández. La Policía Nacional fue relegado de ANAPROF y Paraíso FC fue promovido a partir de la Copa Rommel Fernández.

## Datos de la Primera A 2006
- Después de la final de esta temporada, el Atlético Guadalupe dejó de existir después de problema financiero. La liga sólo contó con 7 equipos en lugar de los 8 necesarios para jugar una temporada, debido a eso la temporada 2007 fue cancelado.

## Equipo de la Temporada 2006
| Equipo             | Ciudad        |
| ------------------ | ------------- |
| AD Orión           | San Miguelito |
| Atlético Guadalupe | La Chorrera   |
| CD Atalanta        | Panamá        |
| C.A.I.             | La Chorrera   |
| CD Pan de Azúcar   | San Miguelito |
| Chepo FC           | Chepo         |
| Deportivo Génesis  | San Miguelito |
| Río Abajo FC       | Panamá        |

## Estadísticas de la Temporada 2006
| Posición | Equipo             | Juegos | Ganados | Empatados | Perdidos | Goles a favor | Goles en contra | +/- | Puntos |
| -------- | ------------------ | ------ | ------- | --------- | -------- | ------------- | --------------- | --- | ------ |
| 1.       | Chepo FC           | 14     | 7       | 6         | 1        | 41            | 23              | +18 | 27     |
| 2.       | CD Pan de Azúcar   | 14     | 7       | 3         | 4        | 33            | 22              | +11 | 24     |
| 3.       | Deportivo Génesis  | 14     | 7       | 3         | 4        | 31            | 32              | -1  | 24     |
| 4.       | AD Orion           | 14     | 6       | 4         | 4        | 32            | 28              | +4  | 22     |
| 5.       | C.A.I.             | 14     | 4       | 7         | 3        | 23            | 22              | +1  | 19     |
| 6.       | Rio Abajo FC       | 14     | 4       | 6         | 4        | 34            | 31              | +3  | 18     |
| 7.       | Atlético Guadalupe | 14     | 3       | 3         | 8        | 27            | 39              | -12 | 12     |
| 8.       | CD Atalanta        | 14     | 2       | 0         | 12       | 18            | 42              | -24 | 6      |

- (Los equipos en verde señalan los clasificados a semifinales.)
- El Rojo es relegado a Copa Rommel Fernández

## Ronda Final
| Posición | Equipo            | Juegos | Ganados | Empatados | Perdidos | Goles a favor | Goles en contra | +/- | Puntos |
| -------- | ----------------- | ------ | ------- | --------- | -------- | ------------- | --------------- | --- | ------ |
| 1.       | Chepo FC          | 5      | 4       | 0         | 1        | 15            | 5               | +10 | 12     |
| 2.       | CD Pan de Azúcar  | 5      | 3       | 0         | 2        | 9             | 7               | +2  | 9      |
| 3.       | AD Orion          | 5      | 1       | 1         | 3        | 5             | 10              | -5  | 4      |
| 4.       | Deportivo Génesis | 5      | 1       | 1         | 3        | 9             | 16              | -7  | 4      |

- El Verde indica los equipos que jugaran el partido de promoción hacia la ANAPROF

### Final
| 4 de octubre de 2006 | CD Pan de Azúcar | 1-2 | Chepo FC | Estadio Rommel Fernández, |  |

| Campeón de la Temporada 2006: |
| ----------------------------- |
| Chepo FC 1.er Título          |